# Alf Lindblad
Alf Hilding Lindblad (ur. 19 lutego 1914 w Fiskars, zm. 18 maja 1980) – fiński lekkoatleta, długodystansowiec, medalista mistrzostw Europy z 1938.
Zdobył brązowy medal w biegu na 3000 metrów z przeszkodami na mistrzostwach Europy w 1938 w Paryżu, przegrywając jedynie z Larsem Larssonem ze Szwecji i Ludwigiem Kaindlem z Niemiec.
Był mistrzem Finlandii w tej konkurencji w 1938 i 1939, wicemistrzem w 1937, 1945, 1946 i 1947 oraz brązowym medalistą w 1940. 
Rekord życiowy Lindblada w biegu na 5000 metrów wynosił 14:43,0 (ustanowiony 11 sierpnia 1939 w Tampere), a w biegu na 3000 metrów z przeszkodami 9:09,8 (6 sierpnia 1938 w Helsinkach).